# تاريخ القاعدة
مر تنظيم القاعدة بخمس مراحل مميزة في تطوره: بداياته في أواخر الثمانينيات، وفترة "البرية" في الفترة 1990-1996، و"عصره المزدهر" في الفترة 1996-2001، وفترة الشبكة من عام 2001 إلى عام 2005، وفترة التفتت من عام 2005 إلى عام 2009.

## الجهاد في افغانستان
يمكن إرجاع أصول تنظيم القاعدة إلى الحرب السوفييتية في أفغانستان (ديسمبر 1979- فبراير 1989). نظرت الولايات المتحدة إلى الصراع في أفغانستان من منظور الحرب الباردة، مع الماركسيين على جانب والمجاهدين الأفغان الأصليين على الجانب الآخر. وقد أدى هذا الرأي إلى إطلاق برنامج وكالة المخابرات المركزية الأمريكية المسمى عملية الإعصار ، والذي قام بتوجيه الأموال عبر وكالة الاستخبارات الباكستانية إلى المجاهدين الأفغان. قدمت الحكومة الأمريكية دعما ماليا كبيرا للمسلحين الإسلاميين الأفغان. بلغت قيمة المساعدات المقدمة إلى قلب الدين حكمتيار ، زعيم المجاهدين الأفغان ومؤسس الحزب الإسلامي، أكثر من 600 مليون دولار. مليون. بالإضافة إلى المساعدات الأمريكية، كان حكمتيار متلقيًا للمساعدات السعودية. في أوائل تسعينيات القرن العشرين، وبعد أن سحبت الولايات المتحدة الدعم، عمل حكمتيار "عن كثب" مع بن لادن.
وفي الوقت نفسه، انضم عدد متزايد من المجاهدين العرب إلى الجهاد ضد النظام الماركسي الأفغاني ، والذي تم تسهيله من قبل المنظمات الإسلامية الدولية، وخاصة مكتب الخدمات. لعبت شبكات الإخوان المسلمين التابعة للإسلامي المصري كمال السنانيري (ت. 1981) الدور الأكبر في جمع الأموال وتجنيد المقاتلين العرب للمجاهدين الأفغان. وشملت هذه الشبكات مجموعات المجاهدين التابعة للقائد الأفغاني عبد الرسول سياف وعبد الله يوسف عزام ، الباحث الإسلامي الفلسطيني والشخصية البارزة في جماعة الإخوان المسلمين الأردنية. وبعد اعتقال السنانيري ووفاته في أحد سجون الأمن المصري عام 1981، أصبح عبد الله عزام المحكم الرئيسي بين العرب الأفغان والمجاهدين الأفغان.
كجزء من توفير الأسلحة والإمدادات لقضية الجهاد الأفغاني، تم إرسال أسامة بن لادن إلى باكستان كممثل لجماعة الإخوان المسلمين في المنظمة الإسلامية الجماعة الإسلامية. أثناء وجوده في بيشاور، التقى بن لادن بعبد الله عزام وقام الاثنان بتأسيس مكتب الخدمات في عام 1984؛ بهدف جمع الأموال والمجندين للجهاد الأفغاني في جميع أنحاء العالم. نظمت منظمة القوات المسلحة الباكستانية بيوت ضيافة في بيشاور، بالقرب من الحدود الأفغانية، وجمعت الإمدادات لبناء معسكرات تدريب شبه عسكرية لإعداد المجندين الأجانب للجبهة الحربية الأفغانية. تم تمويل منظمة MAK من قبل الحكومة السعودية وكذلك من قبل الأفراد المسلمين بما في ذلك رجال الأعمال السعوديين. كما أصبح بن لادن ممولًا رئيسيًا للمجاهدين، حيث أنفق أمواله الخاصة واستخدم علاقاته للتأثير على الرأي العام بشأن الحرب  كما بدأ العديد من الأعضاء الساخطين من جماعة الإخوان المسلمين السورية مثل أبو مصعب السوري في الانضمام إلى شبكات مكتب الخدمات الإسلامية؛ وذلك بعد سحق الثورة الإسلامية في سوريا عام 1982.
منذ عام 1986، بدأت منظمة MAK في إنشاء شبكة من مكاتب التجنيد في الولايات المتحدة، وكان مركزها مركز الكفاح للاجئين في مسجد الفاروق على شارع أتلانتيك في بروكلين. ومن بين الشخصيات البارزة في مركز بروكلين كان "العميل المزدوج" علي محمد، الذي أطلق عليه وكيل مكتب التحقيقات الفيدرالي الخاص جاك كلونان لقب "المدرب الأول لبن لادن"، و"الشيخ الأعمى" عمر عبد الرحمن، أحد أبرز المجندين للمجاهدين في أفغانستان. بدأ عزام وبن لادن في إنشاء معسكرات في أفغانستان في عام 1987.
لم يلعب المجاهدون العرب الأفغان والمتطوعون الأجانب، أو "العرب الأفغان"، دوراً كبيراً في الحرب. في حين قاتل أكثر من 250 ألف مجاهد أفغاني ضد السوفييت والحكومة الأفغانية الشيوعية، فمن المقدر أنه لم يكن هناك أكثر من ألفي مجاهد أجنبي على أرض المعركة في أي وقت من الأوقات. ومع ذلك، جاء متطوعو المجاهدين الأجانب من 43 دولة، ويقال إن العدد الإجمالي الذي شارك في الحركة الأفغانية بين عامي 1982 و1992 بلغ 35 ألفًا. لعب بن لادن دورًا محوريًا في تنظيم معسكرات تدريب للمتطوعين المسلمين الأجانب.
انسحب الاتحاد السوفييتي من أفغانستان في عام 1989. استمرت حكومة محمد نجيب الله الشيوعية الأفغانية لمدة ثلاث سنوات أخرى، قبل أن يسيطر عليها عناصر المجاهدين.

#### اتصالات مزعومة بين وكالة المخابرات المركزية وتنظيم القاعدة
يناقش الخبراء فكرة أن هجمات القاعدة كانت نتيجة غير مباشرة لبرنامج عملية الإعصار الذي نفذته وكالة المخابرات المركزية الأميركية لمساعدة المجاهدين الأفغان. في عام 2005، كتب روبن كوك، وزير الخارجية البريطاني من عام 1997 إلى عام 2001، أن تنظيم القاعدة وبن لادن كانا "نتاجًا لسوء تقدير هائل من جانب وكالات الأمن الغربية"، وزعم أن "تنظيم القاعدة، أو "قاعدة البيانات" حرفيًا، كان في الأصل ملف كمبيوتر لآلاف المجاهدين الذين تم تجنيدهم وتدريبهم بمساعدة وكالة المخابرات المركزية الأمريكية لهزيمة الروس". 
كتب منير أكرم ، الممثل الدائم لباكستان لدى الأمم المتحدة من عام 2002 إلى عام 2008، في رسالة نشرت في صحيفة نيويورك تايمز في 19 يناير/كانون الثاني 2008:
"قد تم تطوير استراتيجية دعم الأفغان ضد التدخل العسكري السوفييتي من قبل العديد من وكالات الاستخبارات، بما في ذلك وكالة المخابرات المركزية. والاستخبارات المشتركة بين الخدمات، وبعد الانسحاب السوفييتي، انسحبت القوى الغربية من المنطقة، تاركة وراءها 40 ألف مقاتل تم استيرادهم من عدة دول لشن الجهاد ضد السوفييت. وتُركت باكستان لتواجه ردة فعل التطرف والمخدرات والأسلحة."
ينكر الصحفي بيتر بيرغن من شبكة سي إن إن، والعميد محمد يوسف من المخابرات الباكستانية، وعملاء وكالة المخابرات المركزية المشاركين في البرنامج الأفغاني، مثل فينسنت كانيسترارو، أن تكون وكالة المخابرات المركزية أو أي مسؤولين أمريكيين آخرين قد اتصلوا بالمجاهدين الأجانب أو بن لادن، أو أنهم قاموا بتسليحهم أو تدريبهم أو تدريبهم أو غسل أدمغتهم. في كتابه الصادر عام 2004 تحت عنوان "حروب الأشباح"، كتب ستيف كول أن وكالة المخابرات المركزية كانت تفكر في تقديم الدعم المباشر للمجاهدين الأجانب، لكن الفكرة لم تتجاوز المناقشات أبدًا.
بيرغن وغيرها  يزعمون أنه لم تكن هناك حاجة لتجنيد أجانب غير ملمين باللغة المحلية أو العادات أو طبيعة الأرض حيث كان هناك ربع مليون أفغاني محلي على استعداد للقتال. ويزعم بيرغن أيضًا أن المجاهدين الأجانب لم يكونوا في حاجة إلى الأموال الأمريكية لأنهم كانوا يتلقون ملايين الدولارات سنويًا من مصادر داخلية. وأخيرا، يزعم أن الأميركيين لم يكن بوسعهم تدريب المجاهدين الأجانب لأن المسؤولين الباكستانيين لم يسمحوا لأكثر من حفنة منهم بالعمل في باكستان وعدم السماح لأي منهم بالعمل في أفغانستان، وكان العرب الأفغان في أغلب الأحيان إسلاميين متشددين معادين للغرب بشكل انعكاسي سواء كان الغربيون يساعدون الأفغان المسلمين أم لا. بحسب بيرغن، الذي أجرى أول مقابلة تلفزيونية مع بن لادن في عام 1997: فإن فكرة أن "وكالة المخابرات المركزية مولت بن لادن أو دربت بن لادن" كانت فكرة خاطئة. [هي] أسطورة شعبية. لا يوجد دليل على ذلك، كان بن لادن يملك أمواله الخاصة، وكان معاديا لأميركا وكان يعمل سرا وبشكل مستقل. القصة الحقيقية هنا هي أن وكالة المخابرات المركزية لم يكن لديها أي فكرة عن هوية هذا الرجل حتى عام 1996 عندما أنشأت وحدة لبدء تعقبه حقًا.
كتب جيسون بيرك أيضًا:
"بعض من الـ 500 مليون دولار التي ضختها وكالة المخابرات المركزية إلى أفغانستان وصلت إلى جماعة [الظواهري]. أصبح الظواهري مساعدًا مقربًا من بن لادن... كان بن لادن مرتبطًا بشكل فضفاض فقط بـ [فصيل الحزب الإسلامي من المجاهدين بقيادة قلب الدين حكمتيار، الذي يخدم تحت قيادة قائد آخر للحزب الإسلامي يُعرف باسم المهندس. محمود. مع ذلك، فإن مكتب بن لادن للخدمات، الذي تم إنشاؤه لتجنيد الأشخاص في الخارج للحرب، تلقى بعض الأموال الأمريكية".

## توسيع العمليات
مع اقتراب المهمة العسكرية السوفييتية من نهايتها في أفغانستان، أراد بعض المجاهدين الأجانب توسيع عملياتهم لتشمل النضالات الإسلامية في أجزاء أخرى من العالم، مثل فلسطين وكشمير. وقد تم تشكيل عدد من المنظمات المتداخلة والمترابطة لتعزيز تلك التطلعات. وكانت إحدى هذه التنظيمات هي المنظمة التي أصبحت تسمى في نهاية المطاف تنظيم القاعدة.
تشير الأبحاث إلى  أن تنظيم القاعدة تشكل في 11 أغسطس1988، عندما تم عقد اجتماع في أفغانستان بين زعماء الجهاد الإسلامي المصري، عبد الله عزام، وبن لادن. تأسست الشبكة في عام 1988، على يد أسامة بن لادن، وعبد الله عزام، ومتطوعين عرب آخرين أثناء الحرب السوفييتية الأفغانية. تم التوصل إلى اتفاق لربط أموال بن لادن بخبرة منظمة الجهاد الإسلامي وتبني القضية الجهادية في أماكن أخرى بعد انسحاب السوفييت من أفغانستان. وبعد خوض الحرب "المقدسة"، هدفت الجماعة إلى توسيع مثل هذه العمليات إلى أجزاء أخرى من العالم، فأقامت قواعد في أجزاء من أفريقيا والعالم العربي وأماكن أخرى، ونفذت العديد من الهجمات على الأشخاص الذين تعتبرهم كفارًا.
تشير الملاحظات  أصبحت القاعدة منظمة رسمية بحلول 20 أغسطس 1988. وقد تضمنت قائمة متطلبات العضوية ما يلي: القدرة على الاستماع، وحسن الخلق، والطاعة، والبيعة لاتباع الرؤساء. في مذكراته، يقدم الحارس الشخصي السابق لبن لادن، ناصر البحري، الوصف الوحيد المتاح للعامة لطقوس تقديم البيعة عندما أقسم بالولاء لزعيم تنظيم القاعدة.  وفقًا لرايت، لم يتم استخدام الاسم الحقيقي للمجموعة في التصريحات العامة لأن "وجودها كان لا يزال سرًا محفوظًا".
بعد اغتيال عزام في عام 1989 وتفكك مكتب الخدمات العربية، انضمت أعداد كبيرة من أتباع مكتب الخدمات العربية إلى منظمة بن لادن الجديدة.
في نوفمبر 1989، غادر علي محمد، الرقيب السابق في القوات الخاصة المتمركز في فورت ليبرتي بولاية كارولينا الشمالية، الخدمة العسكرية وانتقل إلى كاليفورنيا. سافر إلى أفغانستان وباكستان وأصبح "متورطًا بشكل عميق في خطط بن لادن". في عام 1991، يُقال إن علي محمد ساعد في تنظيم انتقال بن لادن إلى السودان.

## حرب الخليج وبداية العداء مع الولايات المتحدة
بعد انسحاب الاتحاد السوفييتي من أفغانستان في فبراير 1989، عاد بن لادن إلى المملكة العربية السعودية. بعد أن أثار نجاحه في الجهاد الأفغاني حماس بن لادن، حول موقفه المناهض للشيوعية نحو جنوب اليمن وطلب من السلطات السعودية قيادة الجهاد المسلح ضد جنوب اليمن الشيوعي. لكن رئيس الاستخبارات السعودية تركي بن فيصل رفض عروض بن لادن، وأصر على انتظار انهيار النظام الشيوعي غير المستقر. وقد أدى هذا إلى أول نزاع كبير بين بن لادن والنظام الملكي السعودي.
لقد كان الغزو العراقي للكويت في أغسطس 1990 سبباً في تعريض المملكة وعائلة آل سعود الحاكمة للخطر، وكانت حقول النفط الأكثر قيمة في العالم تقع ضمن مسافة قريبة من القوات العراقية في الكويت، وكان من المحتمل أن تؤدي دعوة صدام إلى الوحدة العربية إلى حشد المعارضة الداخلية. وفي مواجهة الوجود العسكري العراقي الضخم على ما يبدو، كانت القوات السعودية نفسها أقل عدداً. عرض بن لادن خدمات مجاهديه على الملك فهد لحماية السعودية من الجيش العراقي. رفض العاهل السعودي عرض بن لادن، واختار بدلاً من ذلك السماح للقوات الأمريكية وحلفائها بنشر قوات داخل الأراضي السعودية. أدان بن لادن بشدة وصول القوات الأمريكية إلى المملكة في أغسطس 1990.
أثار هذا الانتشار غضب بن لادن، لأنه كان يعتقد أن وجود القوات الأجنبية في "أرض الحرمين" ( مكة والمدينة ) يعد انتهاكا لحرمة الأرض المقدسة. إن رفض الملك فهد عرض بن لادن بتدريب المجاهدين؛ ومنحه الإذن بدلاً من ذلك للجنود الأميركيين بدخول الأراضي السعودية من أجل صد قوات صدام حسين، من شأنه أن يثير غضب بن لادن بشدة. وقد أدان بن لادن دخول القوات الأميركية إلى المملكة العربية السعودية ووصفه بأنه "هجوم صليبي على الإسلام" تدنيساً للأراضي المقدسة للإسلام. وأكد أن شبه الجزيرة العربية "محتلة" من قبل الغزاة الأجانب، وندد بالنظام السعودي بسبب تواطؤه مع الولايات المتحدة. وبعد انتقادات لا هوادة فيها للحكومة السعودية لإيوائها القوات الأميركية ورفض شرعيتها، تم نفيه في عام 1991 وأجبر على العيش في المنفى بالسودان. كما ندد بن لادن بشدة بالعلماء الوهابيين الأقدمين؛ وأبرزهم المفتي العام عبد العزيز بن باز، متهماً إياه بالشراكة مع القوى الكافرة بسبب فتواه التي سمحت بدخول القوات الأمريكية.

## السودان
من عام 1992 إلى عام 1996 تقريباً، استوطن تنظيم القاعدة وبن لادن في السودان بدعوة من المنظر الإسلامي حسن الترابي. جاءت هذه الخطوة في أعقاب الانقلاب الإسلامي في السودان، بقيادة العقيد عمر البشير، الذي أعلن التزامه بإعادة تنظيم القيم السياسية الإسلامية. خلال هذه الفترة، ساعد بن لادن الحكومة السودانية، وقام بشراء أو إنشاء العديد من المشاريع التجارية، وأنشأ معسكرات تدريب.
وقد حدثت نقطة تحول رئيسية بالنسبة لبن لادن في عام 1993 عندما قدمت المملكة العربية السعودية الدعم لاتفاقيات أوسلو، التي مهدت الطريق للسلام بين إسرائيل والفلسطينيين. نتيجة لهجوم بن لادن اللفظي المستمر على الملك فهد ملك المملكة العربية السعودية، أرسل فهد مبعوثاً إلى السودان في 5 مارس 1994، مطالباً بتسليمه جواز سفره. كما تم سحب الجنسية السعودية من بن لادن. تم إقناع عائلته بقطع راتبه البالغ 7مليون دولار سنويًا، وتم تجميد أصوله السعودية. لقد تبرأت منه عائلته علناً. هناك جدل حول مدى استمرار بن لادن في حشد الدعم من الأعضاء بعد ذلك.
في عام 1993، قُتلت تلميذة شابة في محاولة فاشلة لاغتيال رئيس الوزراء المصري عاطف صدقي. تحول الرأي العام المصري ضد التفجيرات الإسلامية، وألقت الشرطة القبض على 280 من أعضاء الجهاد وأعدمت 6 منهم. في وثيقة نشرت في يونيو 1994، اتهم بن لادن المملكة العربية السعودية بدعم الحزب الاشتراكي اليمني الشيوعي السابق، الحزب الحاكم في جنوب اليمن الماركسي، من خلال استخدامه كقوة انفصالية في اليمن "لإحباط الوحدة الإسلامية وإبقاء شعوب المنطقة خائفة".  في يونيو/حزيران 1995، أدت محاولة اغتيال الرئيس المصري مبارك إلى طرد تنظيم الجهاد الإسلامي المصري، وفي مايو/أيار 1996، طرد بن لادن من السودان.
وبحسب رجل الأعمال الباكستاني الأميركي منصور إعجاز، فإن الحكومة السودانية عرضت على إدارة كلينتون فرصاً عديدة لاعتقال بن لادن. ظهرت ادعاءات إعجاز في العديد من المقالات الافتتاحية، بما في ذلك مقال في صحيفة لوس أنجلوس تايمز ، وواحد في صحيفة واشنطن بوست شارك في كتابته مع السفير السابق في السودان تيموثي م. كارني.  وقد تم تقديم ادعاءات مماثلة من قبل المحرر المشارك في مجلة فانيتي فير ديفيد روز، وريتشارد مينيتر ، مؤلف كتاب فقدان بن لادن ، في مقابلة أجريت معه في نوفمبر 2003 مع مجلة وورلد.
هناك عدة مصادر تدحض ادعاء إعجاز، بما في ذلك لجنة 11/9 ، والتي خلصت جزئياً إلى: "زعم وزير الدفاع السوداني، فاتح عروة، أن السودان عرض تسليم بن لادن إلى الولايات المتحدة. ولم تجد اللجنة أي دليل موثوق على أن الأمر كذلك. ولم تكن لدى السفير كارني تعليمات إلا لدفع السودانيين لطرد بن لادن. ولم يكن لدى السفير كارني أي أساس قانوني لطلب المزيد من السودانيين، لأنه في ذلك الوقت لم تكن هناك لائحة اتهام معلقة".

## ملجأ في أفغانستان
بعد سقوط النظام الشيوعي الأفغاني عام 1992، ظلت أفغانستان غير خاضعة للحكم فعلياً لمدة أربع سنوات، وكانت تعاني من صراعات داخلية مستمرة بين مجموعات المجاهدين المختلفة. سمح هذا الوضع لطالبان بتنظيم صفوفها. وحصلت طالبان أيضًا على دعم من خريجي المدارس الإسلامية، والتي تسمى المدرسة الدينية . وفقًا لأحمد رشيد ، فإن خمسة من قادة طالبان كانوا من خريجي دار العلوم حقانية، وهي مدرسة دينية في بلدة أكورة ختك الصغيرة  تقع البلدة بالقرب من بيشاور في باكستان، لكن المدرسة يرتادها بشكل كبير اللاجئون الأفغان. عكست هذه المؤسسة المعتقدات السلفية في تعاليمها، وكان الجزء الأكبر من تمويلها يأتي من التبرعات الخاصة من العرب الأثرياء. وكان أربعة من قادة طالبان قد التحقوا بمدرسة دينية مماثلة في قندهار، وكانت ذات تمويل وتأثير مماثل. وكانت اتصالات بن لادن تقوم بغسيل التبرعات المقدمة لهذه المدارس، كما تم استخدام البنوك الإسلامية لتحويل الأموال إلى "مجموعة" من الجمعيات الخيرية التي كانت بمثابة مجموعات واجهة لتنظيم القاعدة.
وقد قاتل العديد من المجاهدين الذين انضموا لاحقًا إلى حركة طالبان إلى جانب جماعة الحركة الانقلابية التابعة للأمير الحربي الأفغاني محمد نبي محمدي أثناء الغزو الروسي. كما تمتعت هذه المجموعة أيضًا بولاء معظم المقاتلين العرب الأفغان.
لقد مكن استمرار حالة الفوضى حركة طالبان المتنامية والمنضبطة من توسيع سيطرتها على الأراضي في أفغانستان، ووصلت إلى إنشاء جيب أطلق عليه اسم إمارة أفغانستان الإسلامية. وفي عام 1994، استولت على المركز الإقليمي في قندهار، وبعد تحقيق مكاسب إقليمية سريعة بعد ذلك، استولت طالبان على العاصمة كابول في سبتمبر/أيلول 1996.
في عام 1996، وفّرت أفغانستان التي تسيطر عليها حركة طالبان بيئة مثالية لتنظيم القاعدة. ورغم أن تنظيم القاعدة لم يعمل رسمياً مع طالبان، فإنه كان يتمتع بحماية طالبان ويدعم النظام في علاقة تكافلية قوية إلى الحد الذي دفع العديد من المراقبين الغربيين إلى وصف إمارة طالبان الإسلامية في أفغانستان بأنها "أول دولة ترعاها الجماعات الإرهابية في العالم". ومع ذلك، في ذلك الوقت، كانت باكستان والمملكة العربية السعودية والإمارات العربية المتحدة فقط هي التي تعترف بطالبان باعتبارها الحكومة الشرعية لأفغانستان. في عام 1996 أصدر أسامة بن لادن رسميا " إعلان النضال ضد الأميركيين المحتلين لبلاد الحرمين الشريفين " والذي دعا فيه المسلمين في كل أنحاء العالم إلى حمل السلاح ضد الجنود الأميركيين. في مقابلة مع الصحفي الإنجليزي روبرت فيسك؛ انتقد بن لادن الإمبريالية الأميركية ودعمها للصهيونية باعتبارها أكبر مصادر الاستبداد في العالم العربي . كما أدان بشدة الممالك الخليجية المتحالفة مع الولايات المتحدة؛ وخاصة الحكومة السعودية بسبب تغريب البلاد، وإزالة القوانين الإسلامية، واستضافة القوات الأمريكية والبريطانية والفرنسية. وأكد بن لادن أنه خطط لإثارة تمرد مسلح للإطاحة بالنظام السعودي بمساعدة جنوده المجاهدين وإقامة إمارة إسلامية في شبه الجزيرة العربية تطبق الشريعة الإسلامية بشكل صحيح. وعندما سئل عما إذا كان يسعى لشن حرب ضد العالم الغربي، أجاب بن لادن: "إن هذا ليس إعلان حرب، بل هو وصف حقيقي للوضع. وهذا لا يعني إعلان الحرب ضد الغرب والشعوب الغربية، بل ضد النظام الأميركي الذي هو ضد كل مسلم." ردًا على تفجيرات السفارة الأمريكية عام 1998، هاجمت الولايات المتحدة قاعدة لتنظيم القاعدة في ولاية خوست خلال عملية الوصول اللانهائي.
أثناء وجودها في أفغانستان، كلفت حكومة طالبان تنظيم القاعدة بتدريب اللواء 055، وهو عنصر النخبة في جيش طالبان. يتكون اللواء في معظمه من المقاتلين الأجانب، وقدامى المحاربين من الغزو السوفييتي، وأتباع أيديولوجية المجاهدين. في نوفمبر 2001، وبعد أن أطاحت عملية الحرية الدائمة بحكومة طالبان، تم القبض على العديد من مقاتلي اللواء 055 أو قتلهم، ويعتقد أن الناجين فروا إلى باكستان مع بن لادن.
أكدت المديرية الوطنية للأمن الأفغانية في أكتوبر 2019 مقتل زعيم تنظيم القاعدة عاصم عمر في منطقة موسى قلعة بأفغانستان بعد غارة جوية مشتركة بين القوات الخاصة الأمريكية والأفغانية في 23 سبتمبر. في تقرير صدر في 27 مايو/أيار 2020، ذكر فريق الدعم التحليلي ومراقبة العقوبات التابع للأمم المتحدة أن العلاقات بين طالبان والقاعدة لا تزال قوية حتى يومنا هذا، بالإضافة إلى أن القاعدة نفسها اعترفت بأنها تعمل داخل أفغانستان.
في 26 يوليو 2020، ذكر تقرير للأمم المتحدة أن تنظيم القاعدة لا يزال نشطًا في اثنتي عشرة مقاطعة في أفغانستان وأن زعيمه الظواهري لا يزال متمركزًا في البلاد. وأن فريق الرصد التابع للأمم المتحدة يقدر أن العدد الإجمالي لمقاتلي القاعدة في أفغانستان يتراوح بين "400 و600".

## دعوة إلى السلفية الجهادية العالمية
في عام 1994، بدأت الجماعات السلفية التي تشن الجهاد السلفي في البوسنة في التراجع، وبدأت جماعات مثل الجهاد الإسلامي المصري تبتعد عن القضية السلفية في أوروبا. وفي أواخر عام 1995، تدخلت القاعدة وسيطرت على نحو 80% من الخلايا المسلحة غير التابعة للدولة في البوسنة. وفي الوقت نفسه، أصدر منظرو القاعدة تعليمات لمجندي الشبكة بالبحث عن المسلمين الجهاديين الدوليين الذين يعتقدون أن الجهاد المتطرف يجب أن يتم على المستوى العالمي. كما سعى تنظيم القاعدة إلى فتح "المرحلة الهجومية" للجهاد السلفي العالمي. وفي عام 2006، دعا الإسلاميون البوسنيون إلى "التضامن مع القضايا الإسلامية في جميع أنحاء العالم"، ودعم المتمردين في كشمير والعراق، فضلاً عن الجماعات التي تقاتل من أجل إقامة دولة فلسطينية.

## فتاوى
في عام 1996، أعلنت القاعدة الجهاد لطرد القوات والمصالح الأجنبية من ما اعتبرته أراض إسلامية. أصدر بن لادن فتوى  ، والتي كانت بمثابة إعلان عام للحرب ضد الولايات المتحدة وحلفائها، وبدأ في إعادة تركيز موارد القاعدة على الضربات الدعائية واسعة النطاق.

في 23 فبراير 1998، قام بن لادن وأيمن الظواهري، زعيم الجهاد الإسلامي المصري، إلى جانب ثلاثة زعماء إسلاميين آخرين، بالتوقيع على فتوى وإصدارها تدعو المسلمين إلى قتل الأميركيين وحلفائهم. وتحت راية الجبهة الإسلامية العالمية لمحاربة اليهود والصليبيين أعلنوا:
 ولم يكن بن لادن ولا الظواهري يمتلكان المؤهلات العلمية الإسلامية التقليدية لإصدار فتوى . لكنهم رفضوا سلطة العلماء المعاصرين، الذين اعتبروهم خدماً مأجورين لحكام الجاهلية، وأخذوها على عاتقهم.

## فيلبيني
كان الإرهابي التابع لتنظيم القاعدة رمزي يوسف يعمل في الفلبين في منتصف تسعينيات القرن العشرين وقام بتدريب جنود أبو سياف. تشير طبعة عام 2002 من تقرير أنماط الإرهاب العالمي الصادر عن وزارة الخارجية الأمريكية إلى وجود روابط بين جماعة أبو سياف وتنظيم القاعدة. تشتهر جماعة أبو سياف بسلسلة من عمليات اختطاف السياح في كل من الفلبين وماليزيا، والتي حصلت من خلالها على مبالغ كبيرة من المال عن طريق الفدية. وكان زعيم أبو سياف، عبد الرزاق أبو بكر جنجلاني، من قدامى المحاربين الذين قاتلوا في الحرب السوفيتية الأفغانية. في عام 2014، أعلنت جماعة أبو سياف الولاء لتنظيم الدولة الإسلامية.

## العراق
شن تنظيم القاعدة هجمات ضد الأغلبية الشيعية في العراق في محاولة لإثارة العنف الطائفي. وأعلن الزرقاوي حرباً شاملة على الشيعة، في حين أعلن مسؤوليته عن تفجيرات المساجد الشيعية. وفي الشهر نفسه، تم رفض بيان يزعم أنه صادر عن تنظيم القاعدة في العراق باعتباره "مزيفًا". في مقطع فيديو صدر في ديسمبر 2007، دافع الظواهري عن تنظيم الدولة الإسلامية في العراق، لكنه نأى بنفسه عن الهجمات ضد المدنيين، والتي اعتبرها يرتكبها "المنافقون والخونة الموجودون بين صفوف التنظيم".
اتهم المسؤولون الأميركيون والعراقيون تنظيم القاعدة في العراق بمحاولة جر العراق إلى حرب أهلية شاملة بين سكان العراق الشيعة والعرب السنة. وقد تم ذلك من خلال حملة منظمة من المذابح المدنية وعدد من الهجمات الاستفزازية ضد أهداف دينية بارزة. مع هجمات بما في ذلك تفجير مسجد الإمام علي عام 2003، وتفجيرات يوم عاشوراء وكربلاء والنجف عام 2004، والتفجير الأول لمسجد العسكري في سامراء عام 2006، وسلسلة التفجيرات المميتة التي استمرت يومًا واحدًا والتي قُتل فيها 215 شخصًا على الأقل في حي مدينة الصدر الشيعي ببغداد، والتفجير الثاني لمسجد العسكري عام 2007، استفز تنظيم القاعدة في العراق الميليشيات الشيعية لإطلاق موجة من الهجمات الانتقامية، مما أسفر عن عمليات قتل على غرار فرق الموت والمزيد من العنف الطائفي الذي تصاعد في عام 2006. وفي عام 2008، أسفرت التفجيرات الطائفية التي ألقي اللوم فيها على تنظيم القاعدة في العراق عن مقتل 42 شخصاً على الأقل في مرقد الإمام الحسين في كربلاء في مارس/آذار، وما لا يقل عن 51 شخصاً في محطة للحافلات في بغداد في يونيو/حزيران.
في فبراير/شباط 2014، وبعد نزاع مطول مع تنظيم القاعدة في العراق، الدولة الإسلامية في العراق والشام (داعش)، أعلن تنظيم القاعدة علناً قطع جميع علاقاته مع الجماعة، بسبب وحشيتها و"صعوبتها المعروفة".

## الصومال واليمن
في الصومال، كان عملاء القاعدة يتعاونون بشكل وثيق مع جناحها الصومالي، الذي تم إنشاؤه من جماعة الشباب. في فبراير 2012، انضمت حركة الشباب رسميًا إلى تنظيم القاعدة، وأعلنت الولاء في مقطع فيديو. قامت القاعدة في الصومال بتجنيد الأطفال للتدريب على تنفيذ عمليات انتحارية، كما قامت بتجنيد الشباب للمشاركة في أعمال مسلحة ضد الأميركيين.
انخفضت نسبة الهجمات في العالم الأول التي انطلقت من الحدود الأفغانية الباكستانية ابتداء من عام 2007، مع انتقال تنظيم القاعدة إلى الصومال واليمن. وبينما كان زعماء القاعدة يختبئون في المناطق القبلية على طول الحدود الأفغانية الباكستانية، عمل زعماء الطبقة المتوسطة على تكثيف نشاطهم في الصومال واليمن.
في يناير/كانون الثاني 2009، اندمج فرع القاعدة في المملكة العربية السعودية مع جناحه اليمني لتشكيل تنظيم القاعدة في شبه الجزيرة العربية. وتستغل الجماعة المتمركزة في اليمن حالة الضعف الاقتصادي والديموغرافي والأمن الداخلي في البلاد. وفي أغسطس/آب 2009، نفذت المجموعة محاولة اغتيال ضد أحد أفراد العائلة المالكة السعودية. طلب الرئيس أوباما من علي عبد الله صالح ضمان تعاون أوثق مع الولايات المتحدة في مكافحة النشاط المتزايد لتنظيم القاعدة في اليمن، ووعد بإرسال مساعدات إضافية. وقد أدت الحروب في العراق وأفغانستان إلى جذب انتباه الولايات المتحدة بعيدًا عن الصومال واليمن. في ديسمبر 2011، قال وزير الدفاع الأمريكي ليون بانيتا إن العمليات الأمريكية ضد تنظيم القاعدة "تركز الآن على مجموعات رئيسية في اليمن والصومال وشمال إفريقيا". وأعلن تنظيم القاعدة في شبه الجزيرة العربية مسؤوليته عن الهجوم بالقنابل على طائرة نورث ويست إيرلاينز الرحلة 253 في عام 2009 والذي نفذه عمر فاروق عبد المطلب. أعلن تنظيم القاعدة في شبه الجزيرة العربية إمارة القاعدة في اليمن في 31 مارس 2011، بعد الاستيلاء على معظم محافظة أبين.
ومع تصاعد التدخل العسكري الذي تقوده السعودية في اليمن في يوليو/تموز 2015، قُتل خمسون مدنياً وأصبح عشرون مليون شخص بحاجة إلى المساعدات. وفي فبراير/شباط 2016، شوهدت قوات القاعدة وقوات التحالف بقيادة المملكة العربية السعودية تقاتل المتمردين الحوثيين في نفس المعركة. في أغسطس/آب 2018، ذكرت قناة الجزيرة أن "تحالفا عسكريا يقاتل المتمردين الحوثيين أبرم صفقات سرية مع تنظيم القاعدة في اليمن وجند مئات من مقاتلي الجماعة. وقال شخصيات رئيسية في صنع الصفقة إن الولايات المتحدة كانت على علم بالترتيبات وامتنعت عن شن هجمات بطائرات بدون طيار ضد الجماعة المسلحة التي أنشأها أسامة بن لادن في عام 1988.

## عمليات الولايات المتحدة
في ديسمبر 1998، أبلغ مدير مركز مكافحة الإرهاب في وكالة المخابرات المركزية الرئيس بيل كلينتون أن تنظيم القاعدة كان يستعد لشن هجمات في الولايات المتحدة، وأن المجموعة كانت تدرب أفرادًا على اختطاف الطائرات. في 11 سبتمبر 2001، هاجم تنظيم القاعدة الولايات المتحدة ، واختطف أربع طائرات داخل البلاد وصدم اثنتين منها عمداً ببرجي مركز التجارة العالمي في مدينة نيويورك. وتحطمت الطائرة الثالثة في الجانب الغربي من البنتاغون في مقاطعة أرلينغتون بولاية فرجينيا . تحطمت الطائرة الرابعة في حقل في شانكسفيل، بنسلفانيا. في المجمل، قتل المهاجمون 2977 ضحية وأصابوا أكثر من 6000 آخرين.
أشار المسؤولون الأميركيون إلى أن أنور العولقي يتمتع بنفوذ كبير داخل الولايات المتحدة. وقد حدد أحد عملاء مكتب التحقيقات الفيدرالي السابقين العولقي باعتباره "مجندًا كبيرًا معروفًا لتنظيم القاعدة" ومحفزًا روحيًا. وقد حضر خطب العولقي في الولايات المتحدة ثلاثة من منفذي هجمات 11 سبتمبر، والمتهم بإطلاق النار في قاعدة فورت هود نضال حسن . واعترضت الاستخبارات الأميركية رسائل إلكترونية من حسن إلى العولقي في الفترة ما بين ديسمبر/كانون الأول 2008 وأوائل عام 2009. وفي موقعه على الإنترنت، أشاد العولقي بأفعال حسن في إطلاق النار في فورت هود.
زعم مسؤول لم يكشف عن اسمه أن هناك أسباباً وجيهة للاعتقاد بأن العولقي "كان متورطاً في أنشطة إرهابية خطيرة للغاية منذ مغادرته الولايات المتحدة [في عام 2002]، بما في ذلك التخطيط لهجمات ضد أمريكا وحلفائنا". ووافق الرئيس الأمريكي باراك أوباما على قتل العولقي المستهدف بحلول أبريل/نيسان 2010، مما جعل العولقي أول مواطن أمريكي يتم وضعه على قائمة أهداف وكالة المخابرات المركزية. وقد تطلب ذلك موافقة مجلس الأمن القومي الأمريكي ، وزعم المسؤولون أن الهجوم كان مناسبًا لأن الفرد يشكل خطرًا وشيكًا على الأمن القومي. في مايو/أيار 2010، قال فيصل شهزاد ، الذي أقر بالذنب في محاولة تفجير سيارة في ميدان تايمز سكوير عام 2010، للمحققين إنه تأثر بالعولقي، وذكرت المصادر أن شهزاد كان على اتصال بالعولقي عبر الإنترنت. وصفته النائبة جين هارمان بأنه "الإرهابي رقم واحد"، ووصفته صحيفة إنفستورز بيزنس ديلي بأنه "الرجل الأكثر خطورة في العالم". في يوليو 2010، أضافته وزارة الخزانة الأمريكية إلى قائمتها للإرهابيين العالميين المعينين بشكل خاص ، وأضافته الأمم المتحدة إلى قائمتها للأفراد المرتبطين بتنظيم القاعدة. في أغسطس/آب 2010، رفع والد العولقي دعوى قضائية ضد الحكومة الأميركية لدى الاتحاد الأميركي للحريات المدنية، طعناً في أمرها بقتل العولقي. في أكتوبر/تشرين الأول 2010، ربط مسؤولون أميركيون وبريطانيون العولقي بمؤامرة تفجير طائرة الشحن في عام 2010.  في سبتمبر 2011، قُتل العولقي في هجوم بطائرة بدون طيار في اليمن. في 16 مارس 2012، وردت أنباء تفيد بأن أسامة بن لادن خطط لقتل الرئيس الأمريكي باراك أوباما.

## مقتل أسامة بن لادن
في الأول من مايو 2011، أعلن الرئيس الأمريكي باراك أوباما أن أسامة بن لادن قُتل على يد "فريق صغير من الأمريكيين" يعمل بأوامر مباشرة، في عملية سرية في أبوت آباد، باكستان. تم تنفيذ العمل 50 كـم (31 ميل) شمال إسلام آباد. وبحسب مسؤولين أميركيين، قامت مجموعة مكونة من 20 إلى 25 جندياً من قوات النخبة في البحرية الأميركية تحت قيادة قيادة العمليات الخاصة المشتركة بمداهمة مجمع بن لادن بطائرتين هليكوبتر. قُتل بن لادن ومن معه خلال تبادل إطلاق النار الذي لم تتكبد فيه القوات الأمريكية أي خسائر. وفقًا لمسؤول أمريكي، تم تنفيذ الهجوم دون علم أو موافقة السلطات الباكستانية. وفي باكستان، أفادت التقارير أن بعض الناس أصيبوا بالصدمة إزاء التوغل غير المصرح به من قبل القوات المسلحة الأميركية.  يقع الموقع على بعد أميال قليلة من الأكاديمية العسكرية الباكستانية في كاكول. في إعلانه الإذاعي، قال الرئيس أوباما إن القوات الأميركية "حرصت على تجنب وقوع إصابات بين المدنيين".
سرعان ما ظهرت تفاصيل مفادها أن ثلاثة رجال وامرأة قتلوا إلى جانب بن لادن، حيث قُتلت المرأة عندما "استخدمها أحد المقاتلين الذكور كدرع". وقد أكد الحمض النووي المأخوذ من جسد بن لادن، بالمقارنة بعينات الحمض النووي المسجلة من أخته المتوفاة، هوية بن لادن. وقد تم انتشال الجثة من قبل الجيش الأمريكي وظلت في عهدته حتى تم دفن جثته في البحر وفقًا للتقاليد الإسلامية، وفقًا لمسؤول أمريكي. وقال أحد المسؤولين الأميركيين إن "العثور على دولة راغبة في قبول رفات أكثر الإرهابيين المطلوبين في العالم كان ليكون أمراً صعباً". وأصدرت وزارة الخارجية الأميركية "تحذيراً عالمياً" للأميركيين في أعقاب مقتل بن لادن، كما تم وضع المرافق الدبلوماسية الأميركية في كل مكان في حالة تأهب قصوى، كما صرح مسؤول أميركي كبير. تجمعت الحشود خارج البيت الأبيض وفي ساحة تايمز سكوير في مدينة نيويورك للاحتفال بوفاة بن لادن.

## سوريا
في عام 2003، كشف الرئيس بشار الأسد في مقابلة مع صحيفة كويتية أنه يشك في وجود تنظيم القاعدة. ونقل عنه قوله: "هل هناك حقا كيان يسمى القاعدة؟ هل كان في أفغانستان؟ هل هو موجود الآن؟" ثم تابع التعليق على بن لادن، معلقا: "إنه لا يستطيع التحدث عبر الهاتف أو استخدام الإنترنت، ولكن يمكنه توجيه الاتصالات إلى أركان العالم الأربعة؟ هذا غير منطقي".
في أعقاب الاحتجاجات الجماهيرية التي اندلعت في عام 2011، والتي طالبت باستقالة الأسد، سرعان ما بدأت الجماعات التابعة لتنظيم القاعدة والمتعاطفون السنة في تشكيل قوة قتالية فعالة ضد الأسد. قبل الحرب الأهلية السورية، كان وجود القاعدة في سوريا ضئيلاً، لكن نموها بعد ذلك كان سريعاً. وقد قامت جماعات مثل جبهة النصرة والدولة الإسلامية في العراق والشام بتجنيد العديد من المجاهدين الأجانب للتدريب والقتال في ما أصبح تدريجيا حربا طائفية للغاية. من الناحية الأيديولوجية، خدمت الحرب الأهلية السورية مصالح تنظيم القاعدة، حيث أنها تواجه معارضة سنية في الأساس ضد حكومة علمانية. لقد استثمر تنظيم القاعدة والجماعات السنية المتطرفة الأخرى بشكل كبير في الصراع المدني، وفي بعض الأحيان دعمت المعارضة السورية السائدة بشكل نشط.
في 2 فبراير 2014، نأت القاعدة بنفسها عن داعش وأفعالها في سوريا؛ ومع ذلك، خلال عامي 2014 و2015، كان داعش وجبهة النصرة المرتبطة بالقاعدة،  لا يزالان قادرين على التعاون أحيانًا في قتالهما ضد الحكومة السورية. شنت جبهة النصرة (المدعومة من المملكة العربية السعودية وتركيا كجزء من جيش الفتح خلال الفترة 2015-2017  ) العديد من الهجمات والتفجيرات ، معظمها ضد أهداف تابعة للحكومة السورية أو داعمة لها. منذ أكتوبر/تشرين الأول 2015، استهدفت الغارات الجوية الروسية مواقع تسيطر عليها جبهة النصرة، فضلاً عن المتمردين الإسلاميين وغير الإسلاميين الآخرين، بينما استهدفت الولايات المتحدة أيضًا جبهة النصرة بغارات جوية. في أوائل عام 2016، وصف أحد أبرز منظري تنظيم الدولة الإسلامية تنظيم القاعدة بأنه "يهود الجهاد".

## الهند
في سبتمبر 2014، أعلن الظواهري أن القاعدة تنشئ جبهة في الهند لشن الجهاد ضد أعدائها، وتحرير أرضها، واستعادة سيادتها، وإحياء خلافتها، ورشح الظواهري الهند كنقطة انطلاق للجهاد الإقليمي في الدول المجاورة مثل ميانمار وبنجلاديش. أثار الفيديو تساؤلات حول الدافع وراء إنتاجه، إذ بدا أن الجماعة المسلحة كانت تكافح من أجل الحفاظ على أهميتها في ضوء بروز تنظيم الدولة الإسلامية. كان من المقرر أن يعرف الجناح الجديد باسم "قاعدة الجهاد فيشيبي القارات الهندية" أو تنظيم القاعدة في شبه القارة الهندية (AQIS). رفض زعماء العديد من المنظمات الإسلامية الهندية تصريح الظواهري، قائلين إنهم لا يرون أي خير يأتي منه، ورأوا فيه تهديدًا للشباب المسلم في البلاد.
في عام 2014، ذكرت قناة زي نيوز أن بروس ريدل ، وهو محلل سابق في وكالة المخابرات المركزية ومسؤول في مجلس الأمن القومي لجنوب آسيا، اتهم الاستخبارات العسكرية الباكستانية وجهاز الاستخبارات الداخلية الباكستاني بتنظيم ومساعدة تنظيم القاعدة على التنظيم في الهند، وأنه يجب تحذير باكستان من أنها ستُدرج على قائمة الدول الراعية للإرهاب، وأن الظواهري سجل الشريط في مخبئه في باكستان، بلا شك، ويشتبه العديد من الهنود في أن جهاز الاستخبارات الداخلية الباكستاني يساعد في حمايته.
في سبتمبر 2021، بعد نجاح هجوم طالبان 2021 ، هنأ تنظيم القاعدة طالبان ودعا إلى تحرير كشمير من براثن أعداء الإسلام.